# Духонькіно
Духо́нькіно (рос. Духонькино, ерз. Кешалня) — присілок у складі Атюр'євського району Мордовії, Росія. Входить до складу Перевісьєвського сільського поселення.
Населення — 246 осіб (2010; 259 у 2002).
Національний склад станом на 2002 рік:
- мордва — 99 %